# Megasternum concinnum
Megasternum concinnum är en skalbaggsart som först beskrevs av Thomas Marsham 1802.  Megasternum concinnum ingår i släktet Megasternum och familjen palpbaggar. Arten är reproducerande i Sverige. Inga underarter finns listade i Catalogue of Life.